# Ramotshere Moiloa
Ramotshere Moiloa (officieel Ramotshere Moiloa Local Municipality; vroeger: Zeerust) is een gemeente in het Zuid-Afrikaanse district Ngaka Modiri Molema District Municipality.
Ramotshere Moiloa ligt in de provincie Noordwest  en telt 150.713 inwoners.

## Hoofdplaatsen
Het nationaal instituut voor de statistiek, Stats SA, deelt sinds de census 2011 deze gemeente in in 38 zogenaamde hoofdplaatsen (main place):
Borakalalo • Borothamadi • Dinokana • Doornlaagte • Driefontein • GaSeane • Gopane • Groot Marico • Ikageleng • Khunotswana • KwaNtsweng • Lehurutshe • Lekgophung • Lekubung • Lobatleng • Madutle • Makgwaphana • Mantsie • Maphepane • Maramage • Marico-Bosveld Nature Reserve • Maroelakop • Masebudule • Matlhase • Mokgola • Moshana • Mosweu • Ntsweletsoku • Nyetse • Pachsdraai • Pienaar • Ramotshere Moiloa NU • Reagile • Rodikhudu • Skilpadhek • Supingstad • Swartfontein • Zeerust.